# Нова Яхреньга
Нова Яхреньга́ (рос. Новая Яхреньга) — присілок у складі Підосиновського району Кіровської області, Росія. Входить до складу Яхреньзького сільського поселення.
Населення становить 15 осіб (2010, 39 у 2002).
Національний склад станом на 2002 рік — росіяни 100 %.